# Ramón Oliva
Ramón Oliva Bogunyà (en catalán: Ramon Oliva i Bogunyà) (San Andrés de Palomar, 30 de abril de 1842 - Barcelona, 7 de junio de 1906) fue un jardinero, técnico horticultor y empresario industrial español.

## Biografía
Nació en el seno de una familia de jornaleros. Fue apadrinado por el empresario Ferran Puig, propietario de la fábrica Vapor del fil, quien subvencionó sus estudios de técnico en la Escuela de Horticultura de Gante (Bélgica). Aquí entró en contacto con los nuevos procedimientos industriales aplicados a la agricultura y la horticultura derivados de la Revolución Industrial. A su regreso aplicó estos conocimientos al terreno de la jardinería, especialmente en el uso de maquinaria, pero también en la gestión con criterios empresariales.
Establecido en Barcelona, fue nombrado director de los jardines públicos de la ciudad, en principio de forma interina, hasta que en 1874 fue nombrado funcionario. Una de sus primeras responsabilidades fue el proyecto jardinístico del parque de la Ciudadela, realizado entre 1872 y 1888 bajo la dirección inicial de Josep Fontserè y, desde 1886, de Elías Rogent. Fontserè proyectó unos amplios jardines para esparcimiento de los ciudadanos, inspirado en jardines europeos como los de William Rent en Inglaterra, André Le Nôtre en Francia o las villas de recreo de Roma y Florencia. Junto con la zona verde proyectó una plaza central con un palacio de exposiciones, un paseo de circunvalación, una fuente monumental y diversos elementos ornamentales, dos lagos y una zona de bosque, además de diversos edificios auxiliares e infraestructuras.
En Barcelona Oliva realizó otros jardines de carácter privado, como el del palacio Robert en el paseo de Gracia. Presenta tres grandes parterres, dos laterales y uno central, separados por caminos de sablón. Alberga diversas especies de escasa presencia en la ciudad, como el plátano de Levante, el ciprés de Arizona o el sauce mimbre amarillo. Muchas de las palmeras del jardín procedían de la Exposición Universal de Barcelona de 1888. El edificio actualmente es propiedad de la Generalidad de Cataluña y acoge un centro cultural y una oficina de turismo. El jardín fue abierto al público en 1998.

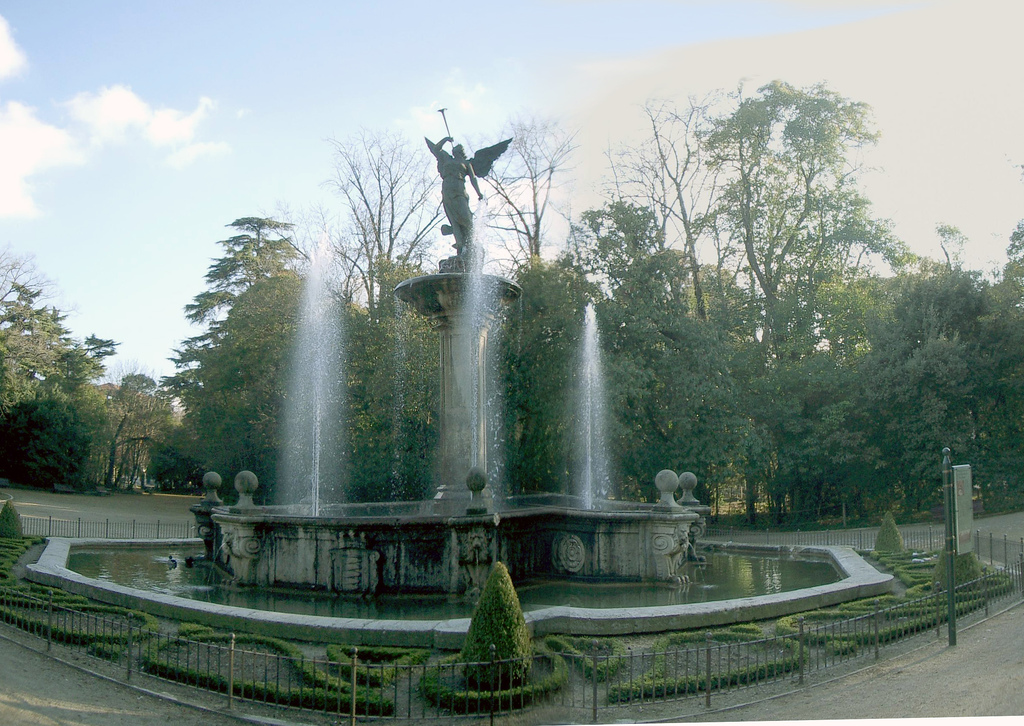
Parque del Campo Grande, Valladolid

También trabajó fuera de Cataluña, especialmente en dos proyectos de gran relevancia: el Campo Grande de Valladolid y el Campo del Moro de Madrid. El primero está situado en la confluencia entre los ríos Pisuerga y Esgueva. El terreno se remonta al siglo XVI, cuando era una de las entradas a la ciudad, y en el siglo XVIII empezó a ajardinarse, aunque su actual trazado se diseñó en 1877 por iniciativa del alcalde Miguel Íscar, quien encargó el proyecto a Oliva, ayudado por Francisco Sabadell. El parque está dividido en dos grandes jardines con una plaza central, donde se sitúa la Fuente de la Fama, en forma de mujer alada que toca la trompeta. En el recinto hay también un estanque con una gruta y una cascada de agua, así como varias construcciones, como pajareras y palomares. En cuanto a especies vegetales destacan los cedros, los plátanos, los castaños de Indias, las celindas y los rosales, y habitan diversos animales como patos, ocas y pavos reales. También hay varios monumentos, dedicados a Miguel Íscar, Gaspar Núñez de Arce y Rosa Chacel.

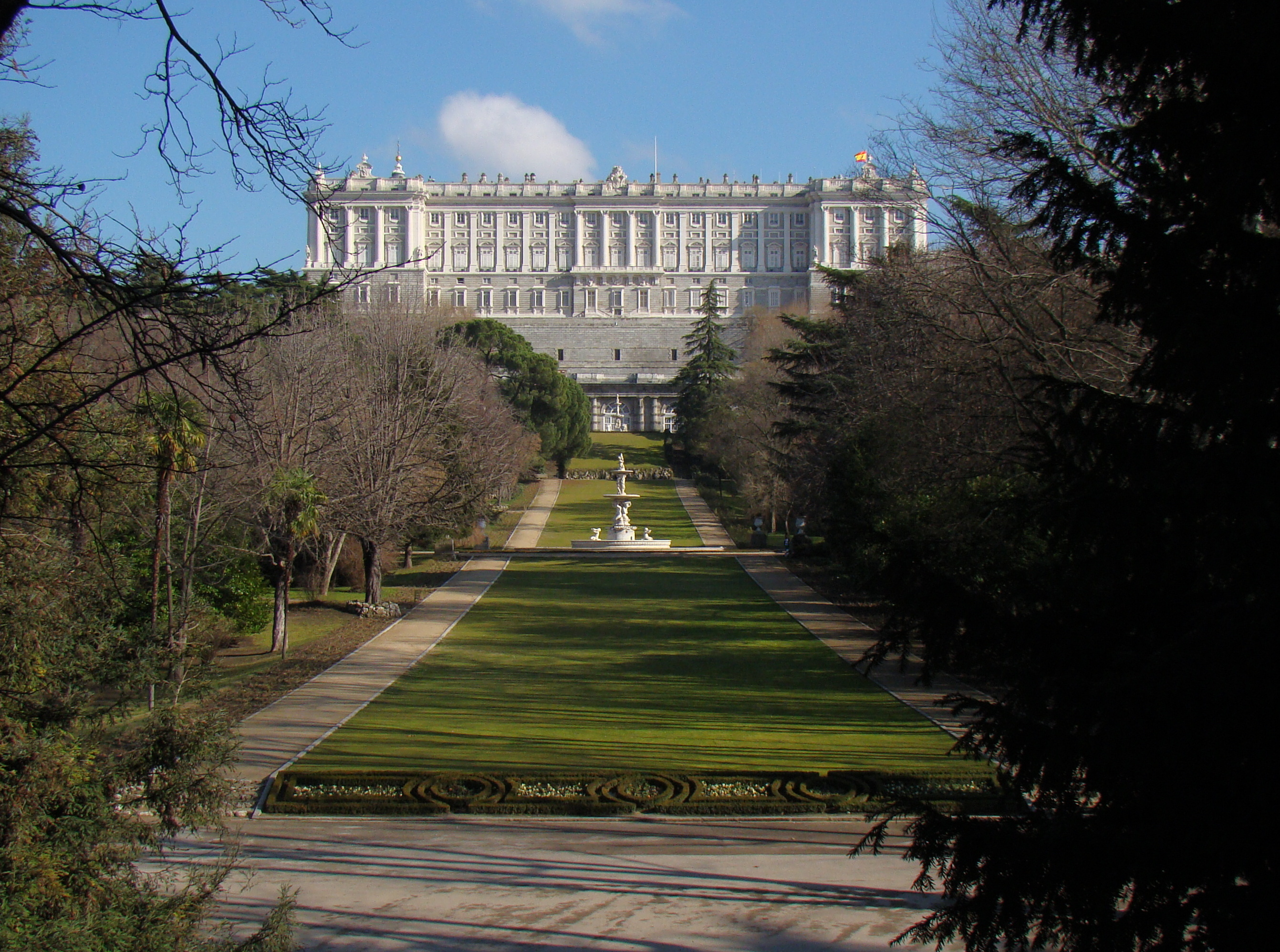
Campo del Moro, Madrid

El proyecto del Campo del Moro fue de 1890. Oliva efectuó una repoblación de la zona y creó un parque con paseos ondulados y zonas de bosquetes alrededor de un parterre central de césped con dos caminos transversales en cuyas intersecciones se sitúan dos plazoletas con fuentes (de las Conchas y de los Tritones). También construyó un pabellón rústico revestido de corcho, mientras que el arquitecto Enrique Repullés Segarra se encargó de construir una entrada para el túnel que conectaba con la Casa de Campo, así como un chalet «a la suiza», casetas y viviendas de guardas y jardineros. Por este trabajo Oliva recibió el título de director de Jardines y Tierras de Cultivo de la Casa Real.
Como empresario fue propietario del vivero Ca n'Oliva, en San Martín de Provensals, que legó a su hijo Ramón, quien siguió sus pasos.